# Nystalea idonea
Nystalea idonea är en fjärilsart som beskrevs av Walker 1858. Nystalea idonea ingår i släktet Nystalea och familjen tandspinnare. Inga underarter finns listade i Catalogue of Life.